# ネイサン・アルトシラー・コート
ネイサン・アルトシラー・コート（英: Nathan Altshiller Court、1881年1月22日 - 1968年7月20日（87歳没））は、ポーランド系アメリカ人の数学者。AltshillerとCourtの間をハイフンで繋いで書かれることもある。幾何学の功績と書籍 College Geometry で有名。大半をオクラホマ大学で過ごした。

## 経歴
1881年、ポーランド立憲王国のワルシャワに、Natan Altszyllerの名で生まれた。9人の兄弟の長男であった。ワルシャワの小中学校に通ったが、反ユダヤ差別を受け大学進学を断念した。1907年、ベルギーに越しリエージュ大学とゲント大学に通い、1911年にD.Sc.を獲得した。 
そのすぐ後に、コートはニューヨークに越して、名を英語化してNathan Altshillerと称した。渡米した際は、コートは英語を読むことができなかったが、数週間内にコロンビア大学の高等数学の講師職に就いた。次の学期ではクラスの数学講師として雇われ、夕方は授業、日中は大学院で数学と天文学を研究した。1912年、ワルシャワ時代からの知人 Sophie Ravitch と結婚した。1913年にニューヨークを去り、2年間ワシントン大学で教職を勤めた。1914年息子アーノルドが誕生した。更に2年間コロラド大学で教鞭を執った。
1916年オクラホマ大学に越し、残りの人生をこの大学で過ごした。1919年、アメリカ国籍を獲得し、姓をCourt、ミドルネームをAltshillerとした。1925年大学レベルの総合幾何学の有名な教科書 College Geometry の初版が出版された。1935年、空間幾何学の教科書 Modern Pure Solid Geometry を発表し、オクラホマ大学の正教授になった。1951年に職を引退した。著作 College Geometry は25年の間修正なしで販売され続けたが、1952年に修正版が出版された。コートの随筆集 Mathematics in Fun and in Earnest は1958年に発表された。
1968年、ノーマンにて心臓発作で没した。
オクラホマ大学数学科によって数学を専攻する際立った大学1,2年生を称える Nathan A. Court 賞が設立された。 

## 作品
- College Geometry: An Introduction to the Modern Geometry of the Triangle and the Circle, 2nd ed., Barnes & Noble, 1952 [1st ed. 1925]
- Modern Pure Solid Geometry, Macmillan, 1935
- Mathematics in Fun and in Earnest, Dial Press, 1958

コートは100を超える学術論文を執筆した。またThe American Mathematical Monthlyの問題欄に頻繁に寄稿していた。